# Tadayuki Okada

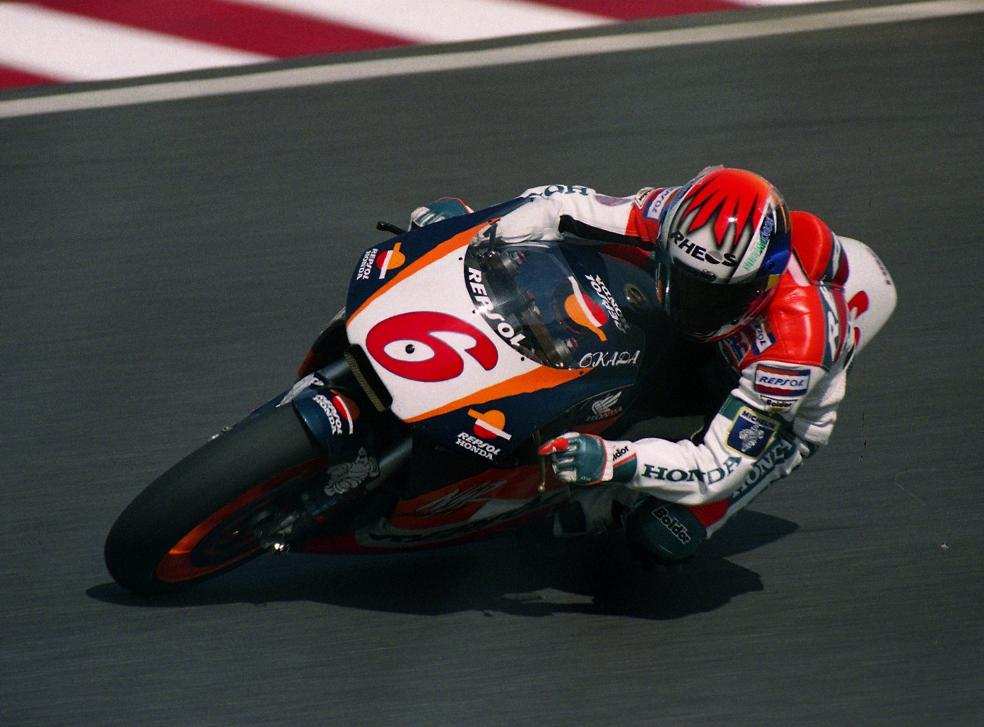
Tadayuki Okada

Tadayuki Okada, född den 13 februari 1967 är en japansk före detta roadracingförare som tog silver i 500GP 1997 bakom Mick Doohan. Han tog även brons i samma klass 1999, samt silver i 250GP 1994. 
Okada gjorde VM-debut i 250-klassen i Japan 1989. Från 1993 körde han hela VM-serien för Honda. 1996 gick han upp i 500-klassen. Han avslutade sin Grand Prix-karriär år 2000, men gjorde ett inhopp i MotoGP säsongen 2008 vid 45 års ålder och kom 14:e vid Italiens GP. Det var första framträdandet för Hondas förbättrade RC212V med pneumatiska ventiler. 

## Segrar 500GP
| Nummer | Grand Prix    | År   |
| ------ | ------------- | ---- |
| 1      | Indonesien    | 1997 |
| 2      | Nederländerna | 1999 |
| 3      | Tjeckien      | 1999 |
| 4      | Australien    | 1999 |